# Хусум
Хусум (њем. Husum) град је у њемачкој савезној држави Шлезвиг-Холштајн. Једно је од 132 општинска средишта округа Нордфризланд. Према процјени из 2010. године у граду је живјело 22.212 становника. Посједује регионалну шифру (AGS) 1054056, NUTS (DEF07) и LOCODE (DE HUS) код.

## Географски и демографски подаци
Хусум се налази у савезној држави Шлезвиг-Холштајн у округу Нордфризланд. Град се налази на надморској висини од 14 метара. Површина општине износи 25,8 km². У самом граду је, према процјени из 2010. године, живјело 22.212 становника. Просјечна густина становништва износи 861 становника/km².

## Међународна сарадња
| Мјесто       | Држава               | Врста сарадње | Од    |
| ------------ | -------------------- | ------------- | ----- |
| Кидерминстер | Уједињено Краљевство | партнерство   | 1977. |
| Грам         | Данска               | контакт       | 2000. |
| Гентофте     | Данска               | пријатељство  | 2000. |
| Извор        |                      |               |       |